# Kanton Lille-Nord
Der Kanton Lille-Nord war bis 2015 ein französischer Kanton im Arrondissement Lille, im Département Nord und in der Region Nord-Pas-de-Calais. Sein Hauptort war Lille. Vertreter im Generalrat des Departements war zuletzt von 1988 bis 2015 Jean-Claude Debus.
Der Kanton Lille-Nord hatte 34.096 Einwohner (Stand: 1. Januar 2012).

## Gemeinden
Er bestand aus einem Abschnitt des Stadtteils Vieux-Lille (angegeben ist hier die Gesamteinwohnerzahl von Lille, im Kanton lebten etwa 10.000 Einwohner) und einer weiteren Gemeinde.
| Gemeinde     | Einwohner Jahr | Fläche km² | Bevölkerungsdichte | Code INSEE | Postleitzahl |
| ------------ | -------------- | ---------- | ------------------ | ---------- | ------------ |
| Lille        | 231.491 (2013) | –          | – Einw./km²        | 59350      | 59800        |
| La Madeleine | 22.243 (2013)  | –          | – Einw./km²        | 59368      | 59110        |